# Umzimkhulu
Umzimkhulu (officieel Umzimkhulu Local Municipality) is een gemeente in het Zuid-Afrikaanse district Harry Gwala.
Umzimkhulu ligt in de provincie KwaZoeloe-Natal en telt 180.302 inwoners.

## Hoofdplaatsen
Het nationaal instituut voor de statistiek, Stats SA, deelt sinds de census 2011 deze gemeente in in 231 zogenaamde hoofdplaatsen (main place):
Amaroma • Balbel • Ben Cairnie • Bizweni • Blema • Bovini • Bridge • Cacadu • Cancele • Chiya • Clydesdale • Deda • Deepdale Tshali • Delamuzi • Diepkloof • Dikidiki • Dlamini • Dlangamandla • Drayini • Dressini • Driefontein • Dryhoek • Dumisa • Edgeton • Ehula • Elengwe • Elucingweni • Elukhashini • eMvubukazi • Engunjini • Enyanisweni • Esibovini • Esicwecweni • Esikawini • Esikolweni • Ezifletini • Eziqalabeni • Gaybrook • Germiston • Gloveester • Goxe • Groot Verlangen • Gudlintaba • Gugwini • Gujedlini • Highlands • Hlontlweni • Holland • Hopewell • Ibisikululwa • Imbulumbu • Indawana • Jabula • Jabulani • Jalimeka • James • Juta • Kayeka • Khetheni • Kiliver • Klipspruit • Korinte • Kromdraai • Kromhoek • KwaCebe • KwaDluni • KwaDulathi • KwaLori • KwaMakhanya • KwaNongidi • KwaPile • KweLemtini • Lalini • Langgewacht Forest Reserve • Long Clove • Lotvan • Lucingweni • Lukalweni • Lukhanyeni • Luphongolo • Lusizini • Lusutu • Mabisane • Mabuyana • Machunwini • Madakeni • Madlatu • Maduna • Magangxosini • Magcakini • Magikala • Magoagoeni • Magqagqeni • Mahawini • Mahobe • Makhaleni • Makhamleni • Makholweni • Malenge • Mameni • Mangeni • Manqorholweni • Mantuzeleni • Manyanya • Maplazini • Marambeni • Maranjana • Marhewini • Maromeni • Marwaqa • Masameni • Matatama • Matsela • Matshetsha • Matshitshi • Matyeni • Mawusi • Mbajwa • Mbuzweni • Mdeni • Mehlomane • Mfulamhle • Mfundweni • Mlezana • Mmusa • Mncweba • Mnkangala • Mnqumeni • Mountain Home • Moyeni • Mpakameni • Mpenkulu • Mpupumeni • Mpur • Mqhokweni • Mqumeni • Mthwana • Mtintanyoni • Mtshazo • Mzintlanga • Nazareth • Ncambele • Ndakeni • Ndawana • Ndideni • Ndlovini • Ndumakude • Ndzombane • New village • Ngceni • Ngqokozweni • Ngqumareni • Nguse • Ngwagwane • Ngxapangxapa • Niewjaarsfontein • Njunga • Nkadudu • Nkampini • Nkapha • Nkofeni • Nkomeni • Nkqozana • Nodwengu • Nolangeni • Nomdaphu • Nomeva • Nongidi • Nonginqa • Novukela • Nqabelweni • Nqabeni • Nqwaqa • Ntabeni • Ntlambamasoka • Ntlangwini • Ntlobeni • Ntshabeni • Ntsikeni • Nyaka • Nyanisweni • Nyembe • Paninkukhu • Pholanyoni • Phumamuncu • Phungula • Rawuka • Riesdale • Rietvlei • Riverside • Rockymount • Rondedraai • Rooipoort • Satana • Sekelani • Senti • Shamto • Sicelweni • Sidikideni • Sihleza • Sikhulu • Singisi • Siphahleni • Siphangeni • Siriya • Skoonplaas • Sondzaba • St Barnabas • St Paul • Straalhoek • Strangerest • Summerfield • Tafeni • Takani • Tembeni • Theekloof • Thenti • Thobo • Thonjeni • Thorny Bush • Tiger Hoek • Tsaula • Tuse • Umzimkhulu • Umzimkhulu NU • Umzokhanyoya • Vimbane • Vuka • Waschbank • Zadungeni • Zwelitsha.